# 榜鹅巴士转换站
榜鹅巴士转换站（英語：Punggol Bus Interchange）是位于新加坡榜鹅新市镇的临时巴士转换站，邻近榜鹅站。為方便進行大型商业再开发，因此該巴士轉換站為臨時車站，容易拆除，以便榜鹅新市镇进一步发展。 该巴士转换站于2003年11月30日正式启用。

## 历史
在榜鹅巴士转换站开通之前，当地只有一个巴士总站，亦即榜鹅路终点巴士总站（Punggol Road Bus Terminus），这个巴士总站自20世纪80年代起已经存在，是巴士线路82和83所在地。83线于1992年6月缩短至后港巴士转换站，重新编号为147，改为通过史丹福路、实利基路和小印度地区，跳过维多利亚街和劳明达街。当东北线开通时，82号改为来往实龙岗和榜鹅的循环线，因其实际路线与100和107线大部分重合；然后被修改为以榜鹅巴士转换站为终点，循环来往实龙岗中心，并不服务榜鹅尾。因应这项修正，一条新的线路84被引入以取代原先进入榜鹅尾的82线。

### 开幕

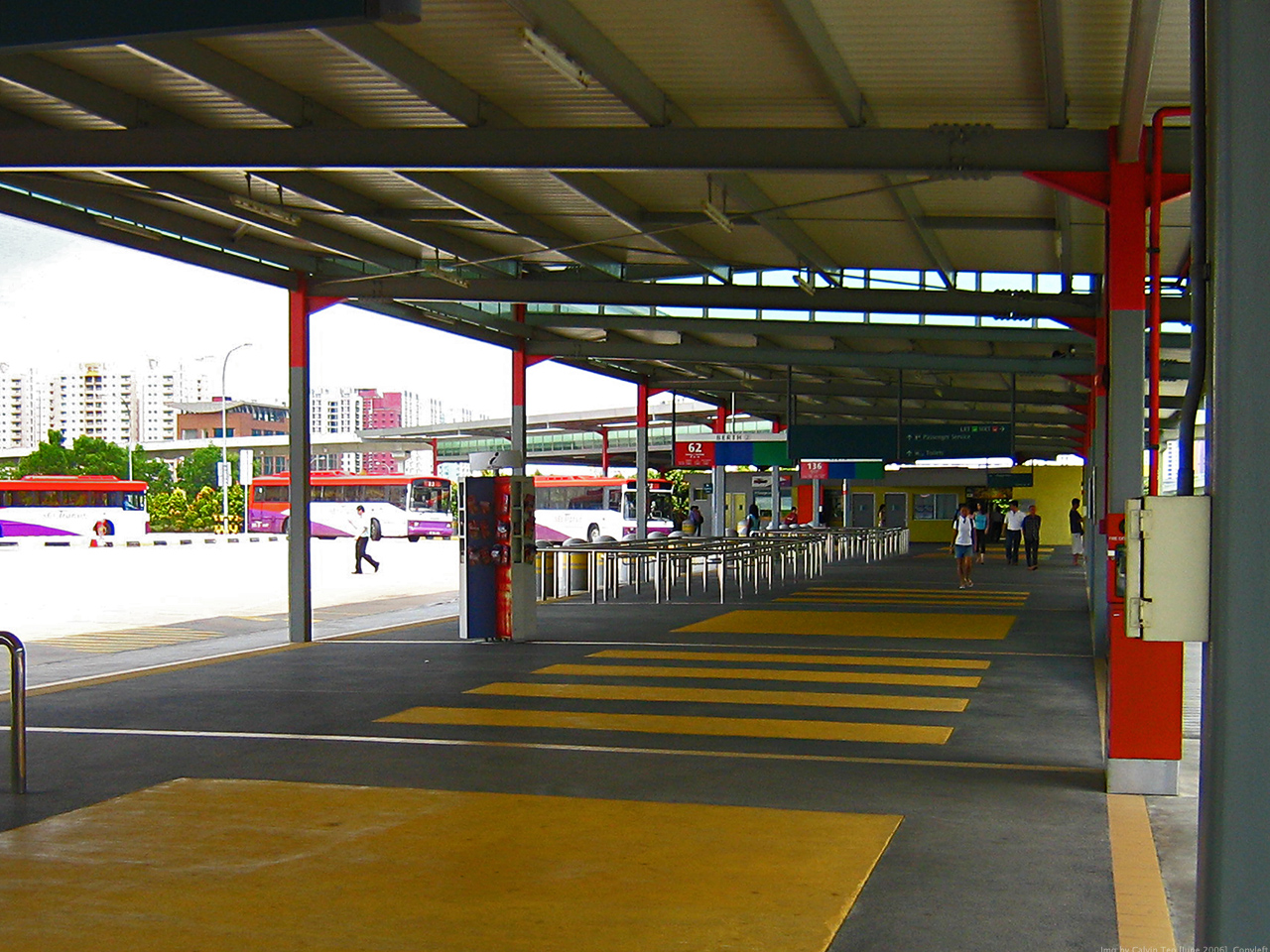
2006年的榜鹅巴士转换站

耗资190万新元的榜鹅临时巴士转换站耗时10个月建成，并于2003年11月30日由新加坡国会白沙-榜鹅集选区议员张志贤正式开通。在转换站开通之前，榜鹅唯一的巴士终点站是榜鹅路终点巴士总站，该站只有两条巴士线，分别为82和83，在转换站开始运营时关闭并改为巴士中途分站。

### 扩建
2015年4月，陆交局宣布，榜鹅临时转换站将从目前的1.2公顷（12,000平方米）扩大到2.0公顷（2万平方米），以在现有38个之外再容纳新的13个巴士车位。一旦建设完毕，将增加新的上客泊位和扩大的站厅。扩建工程于2015年第三季展开。

## 服务线路
随着转换站的开放，往返于盛港和榜鹅之间的83线被改为以此为起讫站，而非榜鹅内部的一对巴士站。3号线由原来位于巴西立街71号的循环点延伸，提供榜鹅与巴西立/白沙和淡滨尼新市镇之间的直接联系，而62和136线则分别由原后港南巴士转换站和实龙岗路上端延伸至此。
随着时间的推移，新的服务线路34、43和85引入榜鹅，分别连接新加坡樟宜机场，东海岸上段巴士终站和义顺临时巴士转换站。

## 巴士服务改善计划（BSEP）
2015年，陆交局推出巴士服务改善计划（Bus Services Enhancements Programme，BSEP），以改善通勤耗时，并计划推出1,000辆巴士，增加巴士线路以改善连通性。2012年10月21日，榜鹅巴士转换站进行了第一次服务升级，根据巴士服务改善计划，119线由盛港巴士转换站延长至榜鹅巴士转换站，增加停靠4对站点。随后，榜鹅与碧山巴士转换站于2012年12月16日推出50线服务。 此外，于2015年12月20日开始引入的另外两项巴士服务，分别为榜鹅至森巴旺巴士转换站之间的117线及榜鹅至樟宜商业园巴士终站之间的118线。

### 新支线服务
2014年8月17日，在巴士服务改善计划下，巴士转乘处首次引入支线386线。此线路行经榜鹅北，在临原坪折返。382G/382W线服务于2016年1月3日推出，行经榜鹅西，至苏芒连路折返。2017年3月12日，381线投入服务，将榜鹅东与水滨坊、Punggol Plaza两个购物中心及该地区的学校直接连接起来。

## 巴士分包模式
在新的巴士承包模式下，榜鹅所有巴士线路分成3个路线组——50线属于碧山-大巴窑组下的50号公交线路，117线属于盛港-后港组，其余则归属于罗央巴士组。
2015年4月，陆路交通管理局就罗央巴士组进行招标。 该标包已批予Go-Ahead（新加坡） ，因此Go-Ahead （新加坡）接管该转换站的运作及管理，以及除50和117外所有服务该交汇处的巴士线路。
为了确保平稳过渡，尽量减少对通勤者的不便，合同中的25条巴士服务线路分两阶段移交。第一期包括将榜鹅巴士转换站和巴士线路3、34、43/43M、62、83、84、85、118、119、119、136、382及386交付Go-Ahead，第二期则是将巴西立巴士转换站、樟宜村巴士终站和其余的巴士线路（2、6、12、15、17、36、354、358、359、403、403和518）。
从2016年9月4日开始，Go-Ahead公司接管了榜鹅巴士转换站，82线第一辆巴士于上午5时15分离开交汇处。这标志着该公司在新加坡的首次亮相。